# Pákistánské ozbrojené síly
Pákistánské ozbrojené síly (urdsky عسکریہ پاکستان) jsou ozbrojené síly Pákistánu. Skládají se z Pákistánské armády, Pákistánského námořnictva, Pákistánského vojenského letectva a dalších složek. Síla Pákistánských ozbrojených sil je v současné době přibližně 617 000 vojáků v aktivní službě, 513 000 rezervistů a 304 000 osob v polovojenských jednotkách.[zdroj?] Výzbroj Pákistánských ozbrojených sil zahrnuje jaderné zbraně. Pákistánské ozbrojené síly bojovaly v několika válkách s Indií.